# Julius Mühling
Julius Mühling (eigentlich: Jüdel Markus Jüdel; * 15. März 1793 in Peine; † 7. Februar 1874 in Berlin) war ein deutscher Schauspieler, Regisseur und Theaterdirektor. Er ist nicht zu verwechseln mit dem Komponisten Julius Mühling (1810–1880), Sohn des Organisten August Mühling (1786–1847), mit denen auch keine verwandtschaftlichen Verbindungen bestehen.

## Karriere
Julius Mühling wurde unter dem Namen Jüdel Markus Jüdel als Sohn des Kaufmanns Mordechei Jüdel Segal und der Sara Itzig geboren und war über seinen Bruder Salomon auch der Onkel des Industriellen Max Jüdel. Spätestens seit dem Beginn seiner künstlerischen Laufbahn nahm er den Namen Julius Mühling an.
Gemäß der Familientradition begann Jüdel/Mühling eine kaufmännische Ausbildung und trat zunächst als Bergfactor in herzogliche Dienste. Obwohl er sich bereits mit 21 Jahren verheiratete und mit seiner Frau in den nächsten Jahren schon vier Kinder bekam, nahm er das Risiko auf sich, in den Sänger- und Schauspielerberuf zu wechseln. Sein erstes Arrangement erhielt er 1819 an der Hofbühne in Braunschweig, aber schon recht bald schloss er sich verschiedenen Wandertruppen an. Mit diesen war er unter anderem in Aachen, Düsseldorf und Magdeburg tätig. Die Theaterleitungen wurden so auf ihn aufmerksam und Mühling erhielt daraufhin von 1832 bis 1835 die Stelle als Theaterdirektor am Theater Aachen, wo er unter anderem Minona Frieb-Blumauer als Rossini-Interpretin verpflichtete, und von 1835 bis 1837 am Theater Köln.
Im Jahr 1836 unterbreitete ihm Friedrich Ludwig Schmidt, Theaterdirektor des Hamburger Stadttheaters, das Angebot, ab März 1837 den Posten des Co-Direktors für den ausscheidenden Karl August Lebrun zu übernehmen. Mühling nahm diese Offerte an und siedelte mit seiner Familie nach Hamburg über. Nachdem Schmidt das Theater verlassen hatte, erhielt ab 31. März 1841 der Tenor Julius Cornet Schmidts Aufgabe als Co-Direktor von Mühling, wobei Cornet die Leitung der Oper übernahm und Mühling sich dem Schauspiel widmete. Nach einer zweiwöchigen Unterbrechung infolge eines Theaterbrandes im Mai 1842 kam es durch falsche Planungen und schlechte Vorbereitungen zu einem qualitativen und programmatischen Leistungsabfall. Durch nachlassende Zuschauerzahlen und Konkurrenz durch neu errichtete Theater wie beispielsweise des Thalia-Theaters, war schließlich auch die finanzielle Sicherheit für Mühling und sein Ensemble nicht mehr gegeben. Daraufhin kündigte Mühling wie auch sein Co-Direktor Cornet mit Wirkung zum 28. März 1847 seinen Vertrag und legte ein Jahr Schaffenspause ein.
Im Jahr 1848 holte ihn dann Leonhard Meck als Co-Direktor an das Theater in Frankfurt am Main. Infolge der Septemberrevolution 1848 kam es jedoch auch hier zu Einbußen im Theaterleben und beide entschlossen sich, bereits 1852 die Theaterleitung an den bisherigen Theaterdirektor von Prag, Johann Hoffmann, abzugeben. Mühling diente jetzt unter diesem als künstlerischer Leiter, aber nachdem auch Hoffmann sich nur knapp zwei Jahre halten konnte und das Theater wegen umfangreicher Umbaumaßnahmen vorübergehend geschlossen wurde, zog er sich endgültig aus dem Theaterleben zurück.
Mühling zog nach Berlin, feierte dort noch seine goldene Hochzeit und wurde bei dieser Veranstaltung mit dem preußischen Kronenorden ausgezeichnet.

## Wirken
Als junger Schauspieler verkörperte Mühling dank seines ausgeprägten Humors und seiner Schlagfertigkeit vor allem Lebemänner und Kavaliere. Dies wirkte sich auch auf seine Produktionen aus, die zu einem Großteil aus Possen und Varietés bestanden. Daneben hatte er eine Vorliebe für das Ballett und verpflichtete bedeutende Tänzerinnen der damaligen Zeit wie beispielsweise Marie Taglioni und Therese Elßler.
Seine kaufmännische Herkunft und Ausbildung verschafften ihn für lange Zeit den Ruf eines betriebsamen und gewandten Geschäftsmannes, der auch stets offen war für die Nöte der anderen Künstler. So führte er unter anderem die geregelte Bezahlung der Bühnendichter ein und billigte ihnen darüber hinaus Erfolgshonorare zu.
Erst im Verlauf der politischen Unruhen in den 1840er-Jahren, die auch Auswirkungen auf die Zusammensetzung und die Ansprüche des Publikums hatten, traf er nicht immer die richtigen Entscheidungen, um die Theaterszene erfolgreich über diese Zeit zu bringen. Obwohl das Publikum eher geneigt gewesen war, ernste Dramen und das klassische Repertoire sehen zu wollen, brachte Mühling eine große Anzahl moderner Schauspielstücke in immer kürzeren Abständen zur Aufführung, wodurch die Qualität litt und der Erfolg sich nicht einstellen wollte. Dies war einer der Hauptgründe der wirtschaftlichen Probleme am Theater Hamburg, die Mühling zu verantworten hatte. Aber auch in Frankfurt agierte er in gleicher Weise und versuchte hier ebenfalls mit Masse statt mit Klasse zu überzeugen. Mühling vertrat die Überzeugung, dass, nachdem viele Reiche und Diplomaten aus der Stadt weggezogen waren, das einfache Volk nur mit schlichten und in kurzen Abständen wechselnden Stücken ins Theater locken zu können. Sicherlich war Mühling nicht allein verantwortlich und seine jeweiligen Co-Direktoren waren an diese Entscheidungen mitbeteiligt, aber auch sie mussten die Konsequenzen dafür mittragen.